# HD 199478
HD 199478，又名BD+46 3111，SAO 50246、HR 8020，是一颗恒星，视星等为5.67，位于銀經87.51，銀緯1.42，其B1900.0坐标为赤經20h 52m 27.1s，赤緯+47° 1.42′ 3″。